# Dinamo-Auto Tiraspol
Der Dinamo-Auto Tiraspol ist ein moldauischer Fußballverein aus Tiraspol.

## Geschichte
Der Verein wurde 2009 gegründet. Seit 2013 spielt die Mannschaft in der Divizia Națională.

## Europapokalbilanz
| Saison  | Wettbewerb         | Runde                  | Gegner       | Gesamt | Hin     | Rück    |
| ------- | ------------------ | ---------------------- | ------------ | ------ | ------- | ------- |
| 2020/21 | UEFA Europa League | 1. Qualifikationsrunde | FK Ventspils | 1:2    | 1:2 (A) | 1:2 (A) |

Gesamtbilanz: 1 Spiele, 1 Niederlage, 1:2 Tore (Tordifferenz −1)